# Алидада

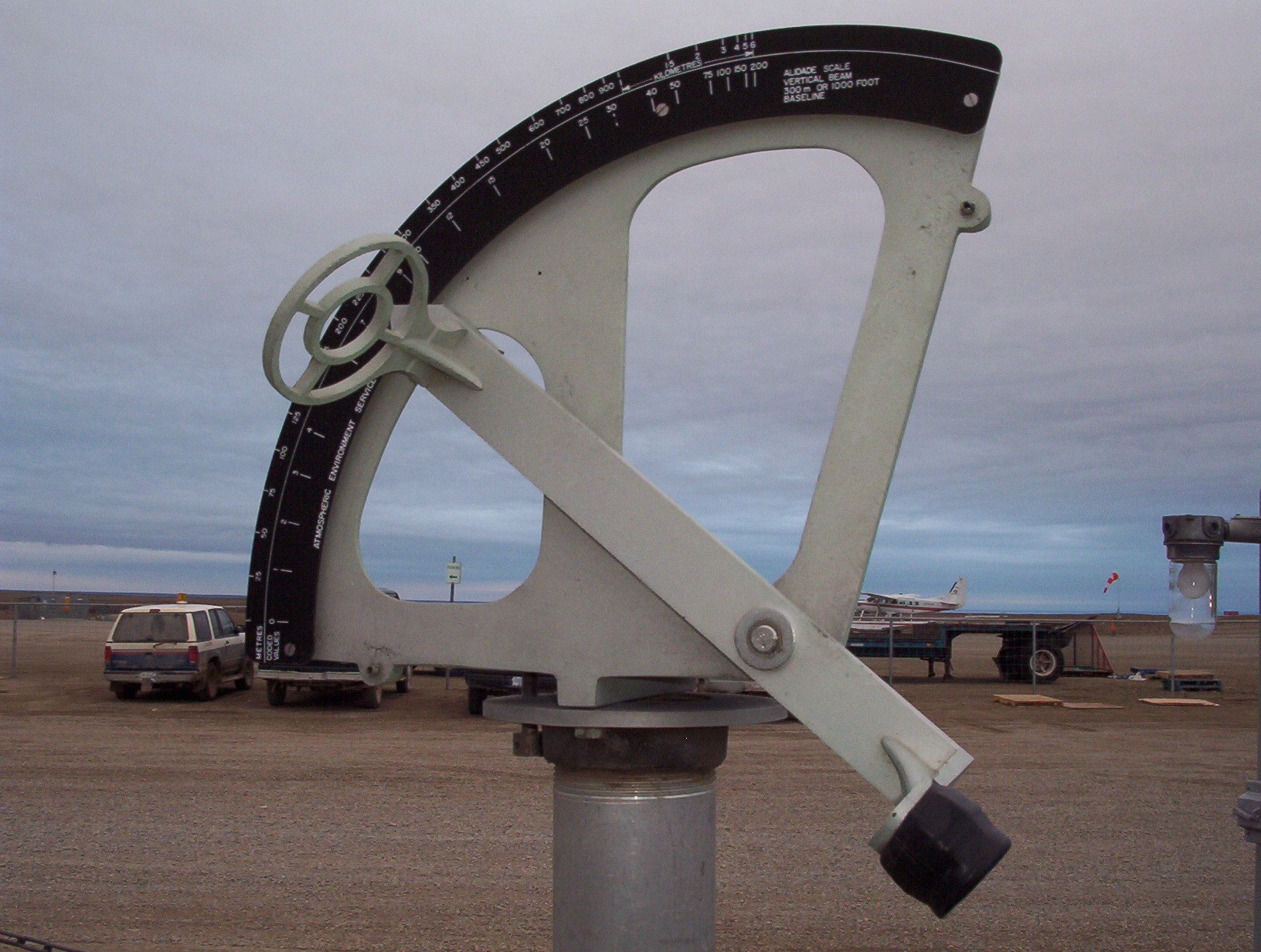
Алидада и визир

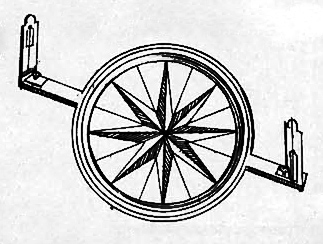

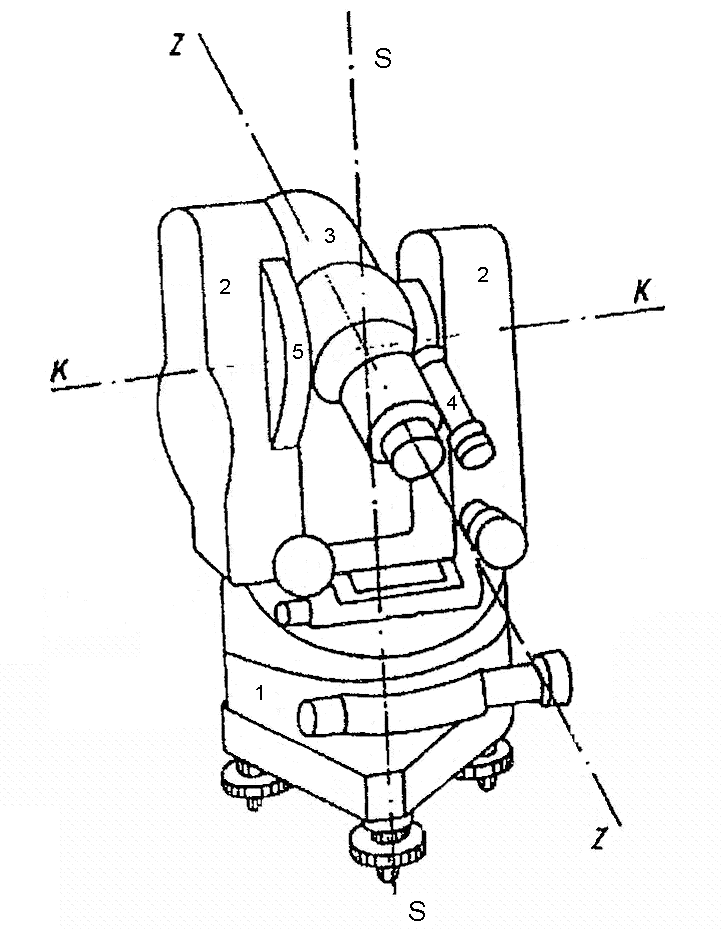
Схема современного теодолита. Алидада — вращаемая средняя часть.

Алида́да (от араб. عضادة‎ — «сторона, боковая часть; подстенок, опора») — вращающаяся составная часть астрономических, геодезических и физических угломерных измерительных приборов, таких как астролябия, секстант и теодолит.
В простейшем случае, в астролябии, алидада — вращаемая ручка, на концах которой прикреплено визирное устройство.
У теодолита вся вращаемая средняя часть называется алидадой.